# Педарви (Катанцаро)
Педарви је насеље у Италији у округу Катанцаро, региону Калабрија.
Према процени из 2011. у насељу је живело 29 становника. Насеље се налази на надморској висини од 789 м.